# 単衣
単衣（ひとえ、単）とは、平安装束で着用する裏地のない着物のこと。夏季に着用する裏地のない着物。江戸時代末期以降は、麻製のものを帷子、絹製のものを単衣と称するようになった

## 概要
小袖、袴を着用した上に羽織る。
本来は肌着であったが、院政末期に肌小袖が発明され中着となった。
男女で形状に少し差異があり、女性用は男性より丈が長い。
女性の衣装の中では最も大きく作られている。
神職装束では省かれることが多い。

## 形状
身二幅、広袖一幅、垂領、単の衣服で、解れないように端は「糸捻（いとひねり）」と呼んで糸でかがるか、「糊捻（のりひねり）」と呼んで糊をつけて丸めてある。

### 男性
身二幅、広袖一幅、垂領、闕腋、腰丈、単の衣服。
つまり、背縫があり幅70センチ程度、袖丈40センチ程度の袖口が縫われておらず大きく開いたままの袖、着物風の襟、脇が縫われていない、腰丈の衣服。平絹、もしくは菱模様の綾で、基本的に赤を使う。ただし、年少者は濃色（紫）、壮年者は朽葉、老人は白を使う。普段着である直衣では色や模様は自由。
ほぼ同じものでも裏地を付けると衵（あこめ）と呼ばれるので注意。この衵は寒いときなど単衣の上に何枚か重ねることもあり、夏季は裏地を取り去る「ひへぎ」として使うこともあった。祭礼において特別に赤以外のものを使うのを「染衵」という。衵の丈が長いものを袿といい、直衣の裾から覗かせるファッションを「出し衣（いだしぎぬ）」と呼んだ。

### 女性
身二幅、広袖一幅、垂領、縫腋、裾長、単の衣服。
男子と違って、脇は縫われており、丈は床に引きずるほど。汗や化粧から他の衣服を守るため、他の衣装よりも袖丈がかなり長いなど大ぶりに作られている。平絹、もしくは綾で作られており、色や模様は自由であった。襲の色目（かさねのいろめ）についての記録を見ると、紅、白、青（現代で言う濃い緑）が多かったようである。
盛夏の装束として単重（ひとえがさね）といって、単衣を2枚ほど重ねた上に表着を重ね、上に唐衣や小袿を重ねる装束がある（十二単も参照）。
現代皇族女子においては、未婚者は濃色で模様は幸菱。既婚者は紅幸菱を用いるのが通例。女官のうち奏任官は紅幸菱だが、勅任官は黄幸菱。